# Targówek Mieszkaniowy

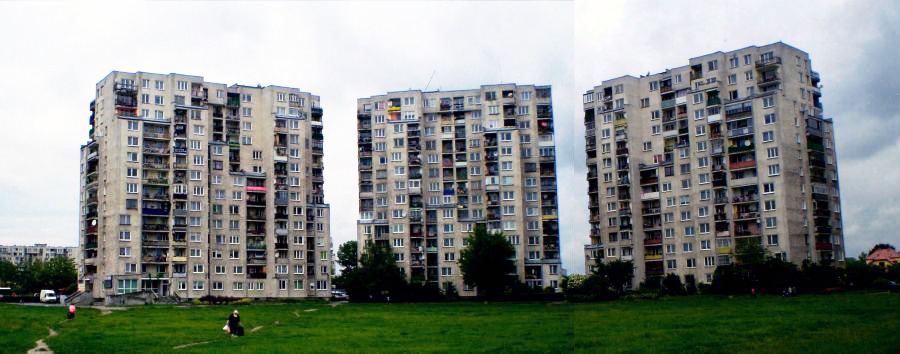
Bloki przy ulicy Zamiejskiej widziane od strony ulicy Trockiej

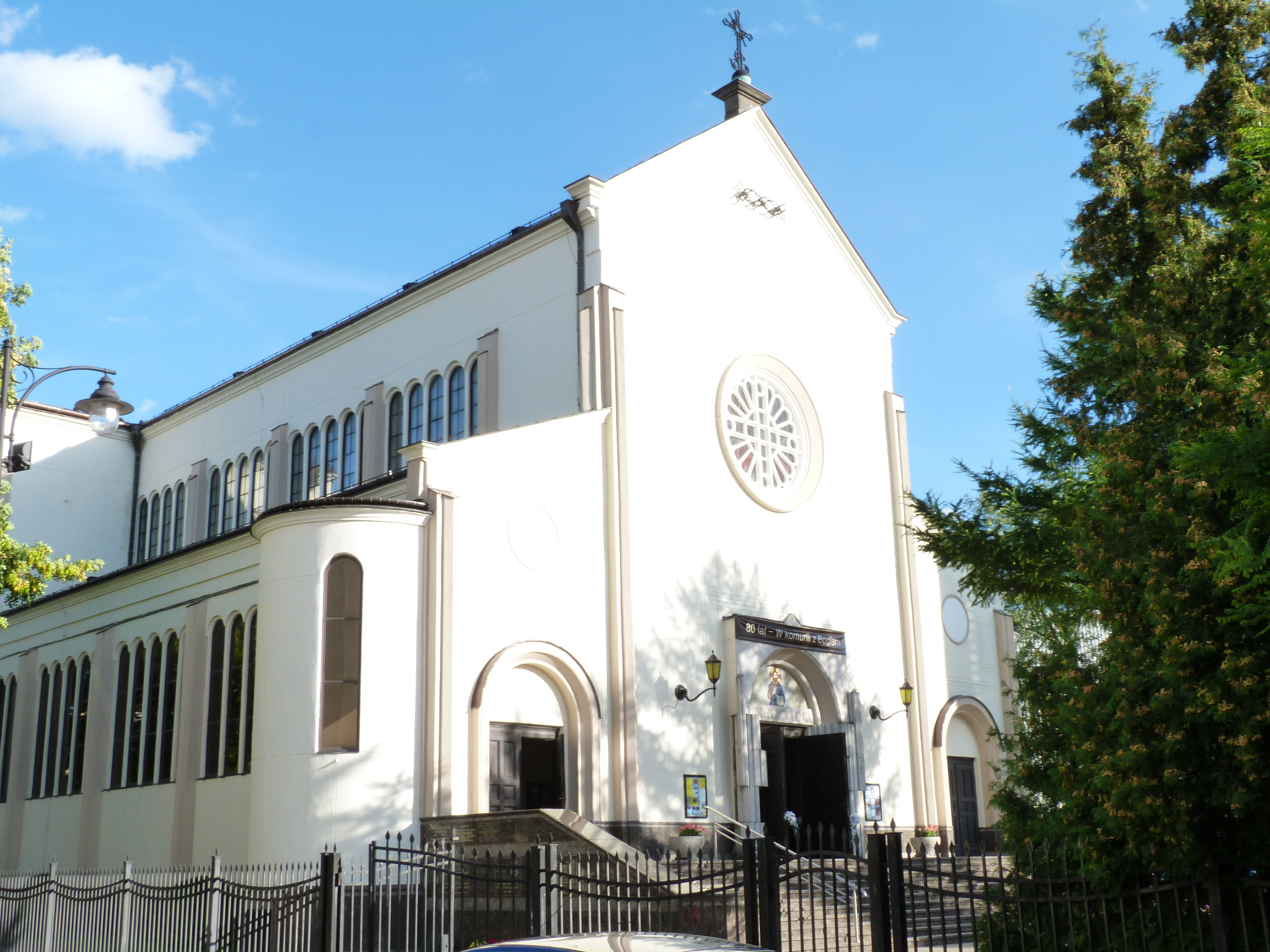
Kościół Chrystusa Króla

Targówek Mieszkaniowy – obszar MSI w dzielnicy Targówek w Warszawie.

## Położenie
Według MSI granice Targówka wyznaczają:
- południowo-zachodnia granica dzielnicy od ul. Radzymińskiej wzdłuż linii kolejowej Warszawa-Legionowo do ronda Żaba
- ul. Odrowąża do muru cmentarza Bródnowskiego
- wzdłuż muru cmentarza Bródnowskiego do ul. św. Wincentego
- ul. św. Wincentego do ul. Nowo-Trockiej
- ul. Nowo-Trocka
- wiadukt w ul. Nowo-Rzecznej do linii kolejowej Warszawa-Tłuszcz
- linia kolejowa, jak wyżej, do ul. Radzymińskiej (południowo-zachodnia granica dzielnicy)
- W granicach rejonu MSI Targówek Mieszkaniowy znalazł się również cmentarz żydowski na Bródnie i część obszaru dawnego Państwowego Gospodarstwa Rolnego Bródno, ob. PGR Bródno Sp. z o.o..

## Pochodzenie nazwy
Obecny Targówek pierwotnie nosił nazwę Targowe Małe i był wsią szlachecką należącą do Targowskich (w XV w.), od których to nazwiska prawdopodobnie pochodzi nazwa.

## Historia
Pierwsze zapisy na temat Targówka (pod postacią Targowe Małe) pochodzą z 1580 roku, kiedy to ta wieś szlachecka liczyła ok. 59 ha. W tym czasie należała do Targowskich i Karniewskich, a następnie do Gumowskich. Królowa Anna Jagiellonka nadała mieszkańcom Targówka przywilej wyrębu drzew w lasach bródnowskich. W XVIII wieku Targowe Małe zostało połączone z Targowem Wielkim (obecna Stara Praga). Kolejnymi właścicielami Targówka byli Lubomirscy a następnie podstoli płocki – Szydłowski, który odsprzedał Targówek w 1764 roku Stanisławowi Augustowi. Od tego momentu następuje burzliwy rozwój tej części Pragi, aż do czasów powstania kościuszkowskiego, kiedy to w celu zwiększenia pola obstrzału spalono prawie całkowicie Bródno oraz Targówek.
W 1884 roku w sąsiedztwie Targówka został założony cmentarz Bródnowski. Wielokrotnie powiększany, osiągnął dziś obszar 135 hektarów i jest jedną z największych nekropolii w Europie. W pobliżu głównej bramy cmentarza usytuowano drewniany kościół, będący pierwotnie parafialnym dla mieszkańców Targówka (obecnie parafia jest przeniesiona do pobliskiego kościoła murowanego).
Targówek, Bródno i część Pragi były przez wiele lat zaniedbanymi peryferiami miasta o nędznej zabudowie. Większość domów była pozbawiona wodociągów. Oświetlenie ulic było głównie gazowe, a w wielu domach świeciła lampka naftowa. W końcu XIX w. powstało tu duże skupisko proletariatu.
8 kwietnia 1916 generał-gubernator Hans Hartwig von Beseler wydał rozporządzenie włączające do Warszawy (od 1 kwietnia 1916) m.in. Targówek, położony w tamtym czasie w gminie Bródno.
W okresie międzywojennego dwudziestolecia rozpoczęto brukowanie ulic i zakładanie sieci wodociągowo-kanalizacyjnej. Prace te jednak postępowały wolno i większość dzielnicy do wybuchu wojny nie została skanalizowana. Po zakończeniu wojny sytuacja niewiele się poprawiła i taki stan rzeczy trwał aż do początku lat siedemdziesiątych, kiedy to rozpoczęto budowę osiedla mieszkaniowego.
Osiedle Targówek Mieszkaniowy, składające się z 6 mniejszych osiedli, zostało zrealizowane w latach 1974−1979 według projektu architektów Małgorzaty Handzelewicz-Wacławek i Zbigniewa Wacławka oraz Jana Kalinowskiego. W miejscu regularnej siatki ulic starego Targówka powstał zupełnie nowy układ. Ciągi komunikacyjne i zabudowa mieszkalna tworzą kręgi wewnątrz których jest miejsce na infrastrukturę. Największy z tych kręgów utworzony przez ulice Handlową, Ossowskiego i Myszkowską okrąża centralną część osiedla i mieści w sobie klub sportowy z boiskiem, park miejski i teatr, mniejsze kręgi tworzą ulice na obwodzie tego większego i tak np. ul. Askenazego otacza dużą pętlę autobusową, ul. Zamiejska – szkołę podstawową, ul. Orłowska – przedszkole itp.
Na obrzeżach osiedla zachowały się fragmenty dawnej zabudowy, w tym przykłady charakterystycznego budownictwa drewnianego. W domach tych, popadających obecnie w ruinę, mieszkali kiedyś robotnicy, kamieniarze, drobni sklepikarze i rzemieślnicy, dorożkarze, tramwajarze i kolejarze.
Do 1994 roku Targówek był jednym z osiedli w dzielnicy Praga-Północ. W wyniku przeprowadzonej w 1994 roku reformy administracyjnej wydzielono ze wschodniej części Pragi-Północ nową dzielnicę, nazwaną właśnie Targówek – od osiedla wchodzącego w jej skład.

## Ważniejsze obiekty
- Teatr Rampa
- Stadion Klubu Piłkarskiego GKP Targówek
- Park im. Stefana Wiecheckiego „Wiecha”
- Kościół Chrystusa Króla
- Willa Bolesława Pietrusińskiego
- Stacja metra Targówek Mieszkaniowy